# Abraham Hume (1er baronnet)
Abraham Hume, 1er baronnet (1703 - 10 octobre 1772) est un homme d’affaires et député britannique.

## Biographie

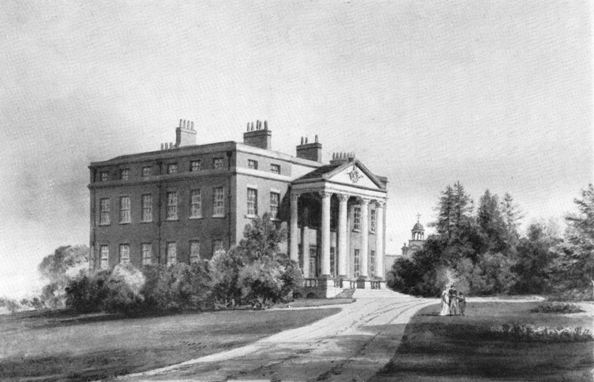
Wormleybury House

Il est le quatrième fils de Robert Home (par la suite Hume) d'Ayton, Berwick.
Il est l'un des principaux propriétaires des groupes qui construisent des navires et les louent à la Compagnie britannique des Indes orientales. Il est élu membre du Parlement pour Steyning en 1747-1754 et pour Tregony en 1761-1768, deux arrondissements pourris.
Après avoir hérité du domaine de Wormleybury de son frère Alexander en 1765, il reconstruit la maison que son frère a commandée en 1734. Il est créé baronnet le 4 avril 1769.
Il est le père de deux fils et une fille de son épouse Hannah, sixième fille de Thomas Frederick, et son fils aîné, Abraham Hume (2e baronnet) lui succède. Leur fille Hannah épouse James Hare.